# St George the Martyr Holborn

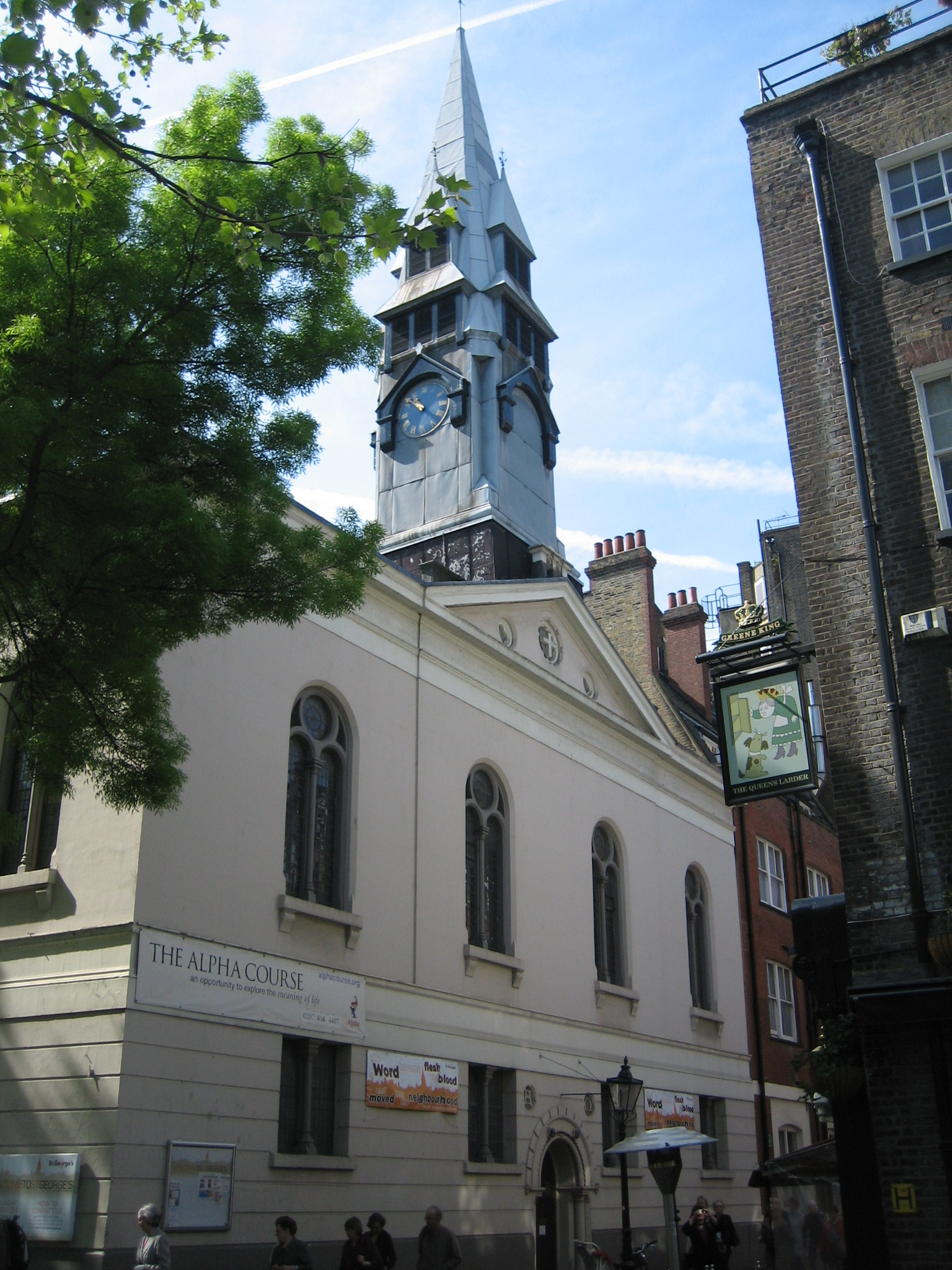
St George the Martyr Holborn

St George the Martyr Holborn ist eine anglikanische Kirche im  London Borough of Camden. Sie ist nahe der Kirche St George’s, Bloomsbury gelegen, mit der sie den Friedhof gemeinsam hat.
Die in einfachen klassischen Formen als Ziegelbau ausgeführte Kirche wurde 1703 bis 1706 von Arthur Tooley für 3.500 £ als Kapelle der Pfarrkirche St Andrew, Holborn erbaut. 1723 kaufte die Kommission zur Errichtung von Fünfzig Neuen Kirchen die Kirche und gründete an ihr eine Pfarrei mit dem Patrozinium St. Georg. Seine heutige Gestalt erhielt das Bauwerk im frühen 19. Jahrhundert mit dem Anbau des Turmes durch John Buonarotti Papworth und vor allem 1867 bis 1869 durch Samuel Sanders Teulon.